# Flughafen San Martín de los Andes

i8
i11
i13
Der Flughafen San Martín de los Andes (offiziell: Aeropuerto Aviador Carlos Campos oder Aeropuerto Chapelco) ist ein argentinischer Flughafen nahe der Stadt San Martín de los Andes in der Provinz Neuquén. Der Flughafen wurde 1981 eröffnet und bietet seitdem Flüge nach Buenos Aires an. Besonders in der Feriensaison im Sommer und Winter gibt es auch zusätzliche saisonale Flüge. Der Flughafen ist nach dem chilenischen Fußballer Carlos Campos und dem Cerro Chapelco, dem Berg und Skigebiet an dessen Fuße er liegt, benannt.

## Fluggesellschaften und Flugziele
| Fluggesellschaft      | Ziele                                           |
| --------------------- | ----------------------------------------------- |
| Aerolíneas Argentinas | Buenos Aires-Jorge Newbery, Buenos Aires-Ezeiza |
| JetSmart              | Buenos Aires-Jorge Newbery                      |
| Quellen:              |                                                 |